# Saison 8 du Disney Club
Chronologie
Saison 7 Saison 9
Voici le détail de la huitième saison de l'émission Disney Club diffusée sur TF1 du 1er septembre 1996 au 31 août 1997. Du fait qu'il s'agisse de la première saison avec un animateur unique et des décors en rupture avec la thématique d'origine de l'émission, elle est classée dans la période de l'Âge terminal.

## Fiche technique
- Animateur : Delphine Mc Carty jusqu'au Disney Club du dimanche 15 septembre 1996 puis Billy à partir du Disney Club du samedi 21 septembre 1996.
- Réalisateur : Xavier Lauraine Pujade, Massimo Manganaro

## Reportages, rubriques et invités

### Les reportages

#### La série documentaireRaconte-moi la terre
- Le buzard[1]   (dimanche 8 septembre 1996)
- Les lémuriens (dimanche 15 septembre 1996)
- Un épisode de Raconte- moi la terre (dimanche 22 septembre 1996)
- Un épisode de Raconte- moi la terre (dimanche 29 septembre 1996)
- Les baleines  (samedi 5 octobre 1996)
- La forêt (dimanche 6 octobre 1996)
- Le lynx (samedi 12 octobre 1996)
- Les loups (dimanche 13 octobre 1996)
- Le panda (dimanche 20 octobre 1996)
- Les dauphins (samedi 26 octobre 1996)
- Le saumon (dimanche 27 octobre 1996)
- Les crapauds (dimanche 3 novembre 1996)
- La loutre (samedi 9 novembre 1996)
- Les lignes à haute tension (dimanche 10 novembre 1996)
- Le baguage des oiseaux (dimanche 17 novembre 1996)
- Recyclage papier (samedi 23 novembre 1996)
- Les bisons (dimanche 22 novembre 1996)
- Les lions (dimanche 15 décembre 1996)
- L'ours blanc (dimanche 22 décembre 1996)
- Le tri des déchets (samedi 4 janvier 1997)
- Le tigre (dimanche 5 janvier 1997)
- La forêt équatoriale (samedi 11 janvier 1997)
- Les phoques  (dimanche 12 janvier 1997)
- La pollution de l'air (samedi 18 janvier 1997)

### Fiche technique
- Titre collection: Raconte moi la terre
- Thématique: Environnement
- Contenu : Culture connaissance, documentaire, nature et faune
- Producteur, Paris : Buena Vista Production, 1996

### Les rubriques
à venir

### Artistes du moment de variété
à venir

## Dessins Animés diffusés
le dimanche matin
- Les Gummies
- Winnie l'Ourson
- La Bande à Dingo
- Myster Mask
- Aladdin
- Zorro, diffusion jusqu'au 28 décembre 1996
- Super Baloo, retour le 5 janvier 1997

le samedi matin
- La Bande à Picsou
- Bonkers

### Liste des épisodes de série d'animation

#### Programmation du dimanche
| Date               | Les Gummi                                                   | Winnie l'ourson                                      | La Bande à Dingo              | Myster Mask                             | Aladdin                      | Zorro                            |
| ------------------ | ----------------------------------------------------------- | ---------------------------------------------------- | ----------------------------- | --------------------------------------- | ---------------------------- | -------------------------------- |
| 1er septembre 1996 | Comme un oiseau en cage                                     | On est jamais mieux ailleurs qu'à la maison          | Le mini golf                  | L'affaire ovni qui soit qui mal y pense | Les dents du secret          | L'homme au fouet                 |
| 8 septembre 1996   | L'oracle et Le géant et la pierre magique                   | Winnie m'appelle et Winnie le sage                   | Cinéma de minuit sur la ville | L'affaire qui rock un Mask              | La chasse du génie           | La croix des Andes               |
| 15 septembre 1996  | Le chapeau changeur                                         | La tête dans les nuages et Le rêve impossible        | Les joies du camping          | L'affaire Fiasco de Gamma               | Le héros a chaud aux plumes  | Les bolas mortelles              |
| 22 septembre 1996  | Loupi le loup et La chasse au sanglier                      | Porcinet poète et Un joli filet de voix              | Apprenti journaliste          | L'affaire de Poussin des bois           | La sorcière mal aimée        | Le puits de la mort              |
| 29 septembre 1996  |                                                             | Coco lapin prend des vacances                        | Trouver c'est garder          | L'affaire à cheval                      | Un sultan digne de ce nom    | Le nœud se resserre              |
| 6 octobre 1996     | Catastrophes en série et Nouvelle cuisine                   | Où est donc passé Porcinet et Winnie apprend à voler | Inspecteur Dingo              | L'affaire Morfacula                     | Le trésor de la bête         | Les regrets du sergent           |
| 13 octobre 1996    |                                                             |                                                      | Une pizza indigeste           |                                         | Un rhume de génie            | L'aigle quitte le nid'           |
| 20 octobre 1996    | La reine des Carpies                                        | La lune de miel et Jour de la récolte                | La maison du lac              | L'affaire Gla Gla Von Frimas            | Le secret de la vipère noire | Bernado en face de la mort       |
| 27 octobre 1996    | L'épreuve de bravoure                                       | Le ciel de Winnie                                    | Loufoqueville                 | L'affaire du poussin poisseux           | Génération disparue          | La fuite de l'aigle              |
| 3 novembre 1996    | Bulles bulles bulles et Un gummi dans l'ailleurs            | Poisson d'avril et La guerre des abeilles            | Vive la solitude              | L'affaire des amulettes suédoises       | Les yeux de l'amour          | Bienvenue à Monterey             |
| 10 novembre 1996   | Que la lumière soit                                         | Tigrou a perdu sa langue et Bienvenue Kessie         | Un voisin amical              | L'affaire du 3e œil des 5 mercenaires   | Samir le destructeur         | Zorro cavalier solitaire         |
| 17 novembre 1996   | En route pour le pays des grands Gummis                     |                                                      | Le papier peint               | L'affaire de l'agent nettoyant          | La citadelle                 | Le cheval d'une autre couleur    |
| 24 novembre 1996   | Pour quelques Louis d'or de plus et Plus rapide qu'un Tummi | Jean Christophe grandit                              | Tel père, tel fils            | L'affaire des pommes de terre vampires  | Élémentaire ma chère Jasmine | La senorita fait un choix        |
| 1er décembre 1996  | Un piège pour les trolls et Qui dort perd                   | Un après-midi de chien                               | A maison, maison et demie     | L'affaire à dormir debout               | Abu au pays des voleurs      | Rendez vous au coucher du soleil |
| 8 décembre 1996    | La vengeance                                                | Le bon, la brute et le Tigrou                        | Une journée aérienne          | L'affaire des aimants terribles         | Le secret du roc d'acier     | Le nouveau régime                |
| 15 décembre 1996   | Un chevalier très étonnant et Ne les donnez pas aux ogres   | Une pointure de tigre et Une peur noire              | Une journée de pêche          | L'affaire Naz 1er                       | La tête sur les épaules      | Œil pour œil                     |
| 22 décembre 1996   | Qui sera ensorcelé                                          | Amis pour la vie et Bourriquet est triste            | La Patmobile                  | L'affaire à repasser                    | Le commandant costaud        | Zorro et le drapeau blanc        |
| 29 décembre 1996   | Les oursons perdus et Devine quel Gummi vient dîner         | Une Saint Valentin particulière                      | Le bon, la brute et le dingo  | L'affaire supertache                    | Mégamnésie                   | Embuscade                        |

| Date            | Les Gummi                                            | Winnie l'ourson                                             | La Bande à Dingo                           | Super Baloo                                | Aladdin                                | Myster Mask                                      |
| --------------- | ---------------------------------------------------- | ----------------------------------------------------------- | ------------------------------------------ | ------------------------------------------ | -------------------------------------- | ------------------------------------------------ |
| 5 janvier 1997  | Le pont de la rivière Gummi                          | La forteresse de Coco lapin et Le monstre de Franken Winnie | Le général L'Epervier                      | Qui a peur du grand méchant fou            | La toile de la peur                    | L'affaire des fausses captures                   |
| 12 janvier 1997 | Un secret mal gardé et Révolution à Drekmore         | Où est donc passé Porcinet ?                                | La musculation                             | La grande course autour du son             | Entre deux mondes                      | L'affaire des cinq mercenaires : 1re partie      |
| 19 janvier 1997 | Changement de rôle                                   | La légende de Bourriquet et Les trois petits porcinets      | L'incroyable Bulk                          | Le facteur grogne toujours deux fois       | Après la pluie, le beau temps          | L'affaire des cinq mercenaires : 2e partie       |
| 26 janvier 1997 | Un magicien en herbe/Le pommier d'or                 | Le trophée/Il faut rattraper le temps                       | Il n'y a pas de fumée sans Dingo           | Rien que pour ta glace                     | Le roi boudeur                         | L'affaire du troublant trou noir                 |
| 2 février 1997  | Les insectes ravageurs                               | La lune de miel ; Le jour de la récolte                     | L'abominable homme des neiges              | Le miroir aux pirates : 1re partie         | Comme au bon vieux temple : 1re partie | L'affaire du gang électroménager                 |
| 9 février 1997  | Ightorn et le monstre marin/Gruffi et son double     | Le message dans la bouteille/La famille de maître Hibou     | Opération recyclage                        | Le miroir aux pirates : 2e partie          | Comme au bon vieux temple : 2e partie  | L'affaire Mystero Maskito                        |
| 16 février 1997 | Un faiseur de neige/un fantôme dans les biscuits     | Un appétit perdu/Un rêve ensoleillé                         | Pat est au régime                          | Vol au-dessus d'un nid de couronnes        | La grande guerre                       | L'affaire Toros Bulba : 1re partie               |
| 23 février 1997 | Les chevaliers de Gumadoune                          | Quel est le score, Winnie ; Les invités de Tigrou           | Les dingoruptibles                         | Pour une poignée de diamants               | Quand Génie rencontre Eden             | L'affaire Toros Bulba : 2e partie                |
| 2 mars 1997     | Rigolin                                              | Coco lapin prend des vacances/Bourriquet jardine            | La course de baignoires                    | La pieuvre par neuf                        | L'ombre d'un doute                     | L'affaire de l'idiomat                           |
| 9 mars 1997     | Les Gummi en Chine                                   |                                                             | Rencontres de l'étrange type               |                                            | Terminator                             | L'affaire Myster Mask                            |
| 16 mars 1997    | Grami fait la sourde oreille                         | Le chevalier inoubliable                                    | La dulcinée de Dingo                       | La soupe aux truffes                       | Un coup fumant                         | L'affaire de la choucroute volante               |
| 23 mars 1997    | Cubbi et le chevalier fantôme/Grammi aime s'amuser   | La chasse à la bestiole/Tigrou est la mère des inventions   | Une addition chargée                       | Un carburant ça pompe énormément           | Le jour où l'oiseau se figea           | L'affaire mamie nette et mamie crade             |
| 30 mars 1997    | Le plus bel endroit du monde/le portrait du roi      | La guerre des abeilles/Poisson d'avril                      | Protection maximum                         | L'oignon fait la force                     | Super Génie passe la main              | L'affaire de l'enfer                             |
| 6 avril 1997    | Rira bien qui rira le dernier                        | L'ultime tunnel/Le jaguar de printemps                      | Le roi des pharaons                        | Zimouines                                  | Gare aux lézards                       | L'affaire des yoyos royaux                       |
| 13 avril 1997   | Baby boom chez les ogres/Le chevalier blanc          | Ce n'était qu'un rêve                                       | Deux agents très spéciaux                  | Parole de perroquet                        | Certains l'aiment chaud                | L'affaire supertache II : le retour              |
| 20 avril 1997   | La course d'obstacles/Le vengeur écarlate            | Bienvenue Kessie/Tigrou a perdu sa langue                   | La salle de gym                            | Le jour le plus faux                       | Les scarabées d'or                     | L'affaire de la multiplication des pins          |
| 27 avril 1997   | Gruffi passe à l'attaque/Le grand tournoi            | Jean Christophe grandit                                     | Qui veut la peau de Pat                    | Robot, boulot, dodo                        | Affaires de famille                    | L'affaire Marguerite Duraille                    |
| 4 mai 1997      | Cubbi a des ailes                                    | Un après-midi de chien                                      | Madame lave des carreaux                   | Rebond 007                                 | Le grand bourbier                      | L'affaire Irma Tiergrise                         |
| 11 mai 1997     | Le serpent de mer                                    | Le bon, la brute et le tigrou                               | Règlement de comptes à okay d'acc corbal   | Un bas de laine contre une baleine         | Abis Mal contre-attaque                | L'affaire de l'ami public n° 1                   |
| 18 mai 1997     | L'élixir du docteur Dexter/Au dodo le géant          | On n'est jamais mieux ailleurs qu'à la maison               | Vive le baseball                           | Le Zbeugz a encore frappé                  | Orage ô désespoir                      | L'affaire Myster Mask : la BD                    |
| 25 mai 1997     | Sur la route d'Ursulla                               | Lucie ma pelle ; Winnie le sage                             | Dingo en concert                           | Starlywood                                 | Samir le destructeur                   | L'affaire taupinanmbour II : le retour           |
| 1er juin 1997   | Ightom est amoureux/Gruffi architecte                | La tête dans les nuages/Le rêve impossible                  | Dingo est à la rue                         | Le fantôme de Rebecca                      | La cité perdue du soleil               | L'affaire du studio des horreurs                 |
| 8 juin 1997     | Mon royaume pour une tartelette/Le monde selon Justo | Un joli filet de voix maître Hibou/Porcinet poète           | Pat fait mouche                            | L'oncle et la poupée                       | De boue les hommes                     | L'affaire du double mystère                      |
| 15 juin 1997    | Ogre pour un jour                                    | A chacun son monstre                                        | 'Mon grand frère Pat                       | Abc comme Amédée                           | Le jumeau maléfique                    | L'affaire du gang des affreux                    |
| 22 juin 1997    | Le magicien de pierre                                | Amis pour la vie/Bourriquet est triste                      | Marmotte mortelle                          | Moutarde, saucisses et cornichon           | Traitement de choc                     | L'affaire du bal masqué                          |
| 29 juin 1997    | Cubbi et la chasse au trésor                         | Un feu de camp peu ordinaire/Les maboules du ballon         | Vidéos, farces et catastrophes             | Santa planeta                              | L'armure maléfique                     | L'affaire de l'eau de là                         |
| 6 juillet 1997  | Retour à Ursulla                                     | Coco lapin, papa poule                                      | La ruée vers l'or                          | La légende de Villenbroucle                | Aladdinge qui chote                    | L'affaire de la divine aigrette                  |
| 13 juillet 1997 | Le tourniquet de Tuxford                             | Le porcinet qui devint roi'                                 | Dingo des Bois et ses hommes mélancoliques | Tel est pris qui croyait prendre           | Le salaire de la peur                  | L'affaire de Camille Caméléon                    |
| 20 juillet 1997 | L'araignée monstrueuse                               | Prisonnier du désordre                                      | Un tour en ville                           | Les baloos maudits                         | Pris dans les sables noirs             | L'affaire du front spatial                       |
| 27 juillet 1997 | L'armure magique                                     | La grande attaque du pot de miel                            | Qui va à la chasse perd sa place           | Le cours de Zingal-orthographe             | La vallée secrète                      | L'affaire du vieux mystère                       |
| 3 aout 1997     | Grammi serre les boulons                             | Le cadeau d'anniversaire                                    | Dingo porte bonheur                        | Riz fifi à crête Suzette                   | Le Génie aux sept visages              | L'affaire du musée                               |
| 10 aout 1997    | Catastrophes en série/Nouvelle cuisine               | Quelle vie de baby sitter                                   | FrankenDingo                               | Looping en jupon                           | Pauvre lago                            | L'affaire des rats de magrets                    |
| 17 aout 1997    | La grande couverture des anciens ; Patchwork Gummi   | Lapin à vendre                                              | Pat au paddoc                              | Quand les pirates s'en mêlent : 1re partie | Bon baiser d'Hippsodeth                | L'affaire des tupercouacs                        |
| 24 aout 1997    | La reine des Carpies                                 | Au temps en emporte le vent                                 | Un régime de dingue                        | Quand les pirates s'en mêlent : 2e partie  | Le voleur de Sultan                    | L'affaire du retour de la vengeance des chapeaux |
| 31 aout 1997    | L'art de rajeunir                                    |                                                             | Une réunion de famille de dingue           |                                            |                                        |                                                  |

#### Programmation du samedi
| Date              | La Bande à Picsou                      | Bonkers                                 |
| ----------------- | -------------------------------------- | --------------------------------------- |
| 7 septembre 1996  | Les robots déchaînés                   | Pas d'épisode diffusé                   |
| 14 septembre 1996 | L'ombre de Miss Tick s'en va en guerre | Pas d'épisode diffusé                   |
| 21 septembre 1996 | Le tout à l'égout                      | Pas d'épisode diffusé                   |
| 28 septembre 1996 | Il était une fois dans l'ouest         | Pas d'épisode diffusé                   |
| 5 octobre 1996    | De mal en pis                          | Razzia sur le cajou                     |
| 12 octobre 1996   | À la mémoire d'un Sphinx               | Une couverture pour deux                |
| 19 octobre 1996   | La fortune engloutie                   | Alerte à Zanzibar                       |
| 26 octobre 1996   | Le contrôleur du temps                 | Poltertoon                              |
| 2 novembre 1996   | À tondu, tondu et demi                 | Drôle de drame                          |
| 9 novembre 1996   | De l'or dans la balance                |                                         |
| 16 novembre 1996  | Mainmise sur la harpe perdue           | Le toon qui n'avait pas de nom          |
| 23 novembre 1996  | La Chance au canard                    | Les visitoons : 1re partie              |
| 30 novembre 1996  | La Toison d'or                         | Les visitoons : 2e partie               |
| 7 décembre 1996   | Picsou sans l'sou                      | Alto crime                              |
| 14 décembre 1996  | Ça, c'est du canard                    | Comme au bon vieux toon                 |
| 21 décembre 1996  | Picsouillon                            | Le taupe 50                             |
| 28 décembre 1996  | Un canard boiteux                      | Mon toon, oh toi mon toon               |
| 4 janvier 1997    | Le Roi de la jungle                    | Miracle au commissariat                 |
| 11 janvier 1997   | Picsou dans le futur                   | Pour le meilleur et pour le Shakespeare |
| 18 janvier 1997   | La Révolte d'Arsène                    | Drôles de toons                         |
| 25 janvier 1997   | Un regard d'espion                     | Adieu l'Emile                           |
| 1er février 1997  | Le Premier Accident de Flagada         | Ça c'est le bouquet, une vie de chien   |
| 8 février 1997    | L'inécrasable Hindentamic              | Toonez manèges                          |
| 15 février 1997   | Le Sou-fétiche de Picsou               | Pas d'épisode diffusé                   |
| 22 février 1997   | Le Canard au masque de fer             | Les cartoons                            |
| 1er mars 1997     | L'argent n'achète pas tout             | Pas d'épisode diffusé                   |
| 8 mars 1997       | Peur de son ombre                      | Un poinçon nommé wagon                  |
| 15 mars 1997      | Docteur Jekyll et Mister Picsou        | Une souris ça trompe décidément         |
| 22 mars 1997      | Il était une fois un sou               | Aligato Bonkers                         |
| 29 mars 1997      | Tout le monde sur le pont              | La nuit du tubercule                    |
| 5 avril 1997      | Les Gentils Monstres                   | Le toon qui mangea Hollywood            |
| 12 avril 1997     | Des histoires de canard                | Le clébard                              |
| 19 avril 1997     | Une marque indélébile                  | Les sœurs ennemies                      |
| 26 avril 1997     | Le Canard qui voulait être roi         | Pas d'épisode diffusé                   |
| 3 mai 1997        | Bubba a des bobos                      | Pas d'épisode diffusé                   |
| 10 mai 1997       | Le Départ de Bubba                     | Pour une poignée                        |
| 17 mai 1997       | La Caverne d'Ali Bubba                 | Le cercle de la presse disparue         |
| 24 mai 1997       | Argent liquide                         | Casa Bonkers                            |
| 31 mai 1997       | Argent glacé                           | Folle journée chez les toons            |
| 7 juin 1997       | Robotic                                | Le fantôme a de l'esprit                |
| 14 juin 1997      | Rapetous millionnaires                 | Pas d'épisode diffusé                   |
| 21 juin 1997      | Les Voleurs venus d'ailleurs           | La valise en carton                     |

| Date            | La Bande à Picsou                  | Bonkers                      | Monsieur Padbol                        |
| --------------- | ---------------------------------- | ---------------------------- | -------------------------------------- |
| 28 juin 1997    | Une planche à roulettes surprise   | Pas d'épisode diffusé        | Padbol part en vacances                |
| 5 juillet 1997  | Le Secret de Robotique             | Pas d'épisode diffusé        | Monsieur Padbol fait l'artiste peintre |
| 12 juillet 1997 | Le Canard qui en savait trop       | Pas d'épisode diffusé        | Padbol s'amuse à la mer                |
| 19 juillet 1997 | La Poule aux œufs d'or - 2e partie | Toon graffiti                | Monsieur Padbol fait de l'escalade     |
| 26 juillet 1997 | Le Monde perdu                     | Poltertoon                   | Padbol fait du vélo                    |
| 2 aout 1997     | Sirène d'un jour                   | Le taupe 50                  | Padbol au restaurant                   |
| 9 aout 1997     | Une course étonnante               | Folle journée chez les toons | Padbol fait du stop                    |
| 16 aout 1997    | N'abandonnez pas le navire         | Une souris ça trompe         | Padbol tombe en panne                  |
| 23 aout 1997    | La cupidité ne paie pas            | Pas d'épisode diffusé        | Padbol fait de l'exercice              |
| 30 aout 1997    | Le tout-à-l'égout                  | Pas d'épisode diffusé        | Padbol fait des photos                 |

#### Programmation des vacances
| Date                                                              | Vacances | Tic et Tac, les rangers du risque         | Super Baloo                             |
| ----------------------------------------------------------------- | -------- | ----------------------------------------- | --------------------------------------- |
| Lundi 2 septembre 1996                                            | Été      | La Grosse Abeille qui monte, qui monte... | Mon beau lapin                          |
| Période scolaire du 3 septembre 1996 au vendredi 21 décembre 1996 |          |                                           |                                         |
| Date                                                              | Vacances | Tic et Tac, les rangers du risque         | Super Baloo                             |
| Lundi 23 décembre 1996                                            | Noël     | La Grosse Abeille qui monte, qui monte... | Mon beau lapin                          |
| Mardi 24 décembre 1996                                            | Noël     | Pas d'épisode diffusé                     | Le père Noël est une doublure           |
| Mercredi 25 décembre 1995                                         | Noël     | Pas d'épisode diffusé                     | Elle court, elle court la fourrure      |
| Jeudi 26 décembre 1996                                            | Noël     | La Grande Tactique du train d'or          | Un ourson nommé Lama                    |
| Vendredi 27 décembre 1996                                         | Noël     | Le Coocoo-cola culte                      | Becky, j'ai rétréci la gosse            |
| Lundi 30 décembre 1996                                            | Noël     | Les Aventuriers de la momie perdue        | Baloo des sources                       |
| Mardi 31 décembre 1996                                            | Noël     |                                           | Gastine et Reinette s'en vont en guerre |
| Mercredi 1er janvier 1997                                         | Noël     | Le Zanimal préhystérique                  | La colle est finie                      |
| Jeudi 2 janvier 1997                                              | Noël     | Robochat                                  | La guerre du froid n'aura pas lieu      |
| Vendredi 3 janvier 1997                                           | Noël     | Coup de foudre au labot                   | Les 24 heures du ciel                   |
| Période scolaire du 6 janvier 1997 au vendredi 20 juin 1997       |          |                                           |                                         |
| Date                                                              | Vacances | La Bande à Picsou                         | Bonkers                                 |
| Lundi 23 juin 1997                                                | Été      | Maman psy                                 | La guerre des moutons                   |
| Mardi 24 juin 1997                                                | Été      | Le Jour de l'argent de poche              | Promotion qu'a raté                     |
| Mercredi 25 juin 1997                                             | Été      | Bubbéo et Juliette                        | Le dernier rétro                        |
| Jeudi 26 juin 1997                                                | Été      | Le Rapt des Rapetounettes                 | Jamais sans ma chaise                   |
| Vendredi 27 juin 1997                                             | Été      | Le Canard d'affaire                       | La brigade des bombes funèbres          |
| Lundi 30 juin 1997                                                | Été      | Attraction métallique                     | Officier gentletoon                     |
| Mardi 1er juillet 1997                                            | Été      | Bubba le génie                            | Les 2 font l'hamster                    |
| Mercredi 2 juillet 1997                                           | Été      | Do, ré, mi                                | J'aurais voulu être un actoon           |
| Jeudi 3 juillet 1997                                              | Été      | Le Boogie rappetou blues                  | La couleur toon                         |
| Vendredi 4 juillet 1997                                           | Été      | Vice-président c'est pas de la gomme !    | Pour une bouchée de placard             |
| Lundi 7 juillet 1997                                              | Été      | Un mariage à la Rapetou                   | J'irai cracher sur vos toons            |
| Mardi 8 juillet 1997                                              | Été      | Le Coffre-fort incassable                 | Rencontre du 3e toon                    |
| Mercredi 9 juillet 1997                                           | Été      | Zaza la géante                            | Autant en emporte les toons             |
| Jeudi 10 juillet 1997                                             | Été      | Montagne d'argent                         | Disloqueland                            |
| Vendredi 11 juillet 1997                                          | Été      | Le Canard masqué                          | L'excès en toon est un défaut           |
| Lundi 14 juillet 1997                                             | Été      | La Dernière Aventure de Balthazar Picsou  | Le petit canard noir                    |
| Mardi 15 juillet 1997                                             | Été      | Un conte de la Saint-Valentin             | Pour une poignée de farine              |
| Mercredi 16 juillet 1997                                          | Été      | L'Attaque                                 | Les visitoons : 1re partie              |
| Jeudi 17 juillet 1997                                             | Été      | Un nouveau Robotique                      | Les visitoons : 2e partie               |
| Vendredi 18 juillet 1997                                          | Été      | La Poule aux œufs d'or - 1re partie       | Emile contre Fantomask                  |
| Lundi 21 juillet 1997                                             | Été      | La Ruée vers l'or                         | Razzia sur le cajou                     |
| Mardi 22 juillet 1997                                             | Été      | Tremblement de terre                      | Une couverture pour deux                |
| Mercredi 23 juillet 1997                                          | Été      | La Fontaine de jouvence                   | Un petit groin de paradis               |
| Jeudi 24 juillet 1997                                             | Été      | Micro canard de l'espace                  | Céréalement votre                       |
| Vendredi 25 juillet 1997                                          | Été      | Un animal de compagnie                    | Alerte à Zanzibar                       |
| Lundi 28 juillet 1997                                             | Été      | L'argent ça va, ça vient                  | Drôle de drame                          |
| Mardi 29 juillet 1997                                             | Été      | La Couronne perdue de Gengis Khan         | Bonkers, les cartoons                   |
| Mercredi 30 juillet 1997                                          | Été      | La Perle de la sagesse                    | Le toon qui n'avait pas de nom          |
| Jeudi 31 juillet 1997                                             | Été      | Le Maître du génie                        | Alto au crime                           |
| Vendredi 1er aout 1997                                            | Été      | Le Miroir magique de Miss Tick            | Comme au bon vieux toon                 |
| Lundi 4 aout 1997                                                 | Été      | Un héros à louer                          | Bonkers, les cartoons                   |
| Mardi 5 aout 1997                                                 | Été      | Armstrong                                 | Ne pariez pas sur les fouines           |
| Mercredi 6 aout 1997                                              | Été      | Le Chevalier Géo de Trouvetou             | Drôle de toons                          |
| Jeudi 7 aout 1997                                                 | Été      | L'aventure se mérite                      | Pour le meilleur et le shakespeare      |
| Vendredi 8 aout 1997                                              | Été      | Le Triangle des Bermudes                  | Adieu l'Emile                           |
| Lundi 11 aout 1997                                                | Été      | La Malédiction du manoir de Picsou        | Toons folies                            |
| Mardi 12 aout 1997                                                | Été      | Bien mal acquis ne profite jamais         | Toonez manège                           |
| Mercredi 13 aout 1997                                             | Été      | Super Castor                              | Total riz colle                         |
| Jeudi 14 aout 1997                                                | Été      | L'Hôtel Strangeduck                       | Quand valsent les cigognes              |
| Vendredi 15 aout 1997                                             | Été      | La Guerre civile de Flagada Jones         | Bagdad castor                           |
| Lundi 18 aout 1997                                                | Été      | Fausse route vers fausse route            | Un poinçon nommé wagon                  |
| Mardi 19 aout 1997                                                | Été      | Les Trois Canards du condor               | Alligato Bonkers                        |
| Mercredi 20 aout 1997                                             | Été      | Le Canard d'Aquatraz                      | La nuit du tubercule                    |
| Jeudi 21 aout 1997                                                | Été      | Picsou dans le monde d'Ulysse et d'Homère | Le toon qui mangea Hollywood            |
| Vendredi 22 aout 1997                                             | Été      | Canards en gelée                          | Le clébard                              |
| Lundi 25 aout 1997                                                | Été      | Avalanche d'ennuis pour Picsou            | Les cafards ne portent pas de costaud   |
| Mardi 26 aout 1997                                                | Été      | Le numéro un de la finance                | Un toon sur un toît brûlant             |
| Mercredi 27 aout 1997                                             | Été      | Là où un canard n'est jamais allé         | Pour une poignée d'enclumes             |
| Jeudi 28 aout 1997                                                | Été      | Les robots déchaînés                      | Le cercle de la presse disparue         |
| Vendredi 29 aout 1997                                             | Été      | L'ombre de Miss Tick s'en va en guerre    | Casa Bonkers                            |

### Courts-métrages classiques diffusés
- Donald pêcheur (émission du dimanche 1er septembre 1996)[10]
- Donald capitaine des pompiers et Le Sang-froid de Donald (émission du samedi 7 septembre 1996)
- Chasseur d'autographes et Le Jardin de Mickey (émission du samedi 14 septembre 1996)
- Le Jardin de Mickey et Grand méchant loup (émission du samedi 21 septembre 1996)
- Le Déménagement de Mickey (émission du samedi 28 septembre 1996)
- Les Bébés de l'océan (émission du dimanche 13 octobre 1996)[11]
- Donald et son arbre de Noël, Mickey patine et Trappeurs arctiques (émission du mardi 24 décembre 1996)
- Les Orphelins de Mickey, Donald dans le Grand Nord et Trois petits orphelins (émission du mercredi 25 décembre 1996)
- Un dessin-animé avec Pluto (émission du dimanche 29 décembre 1996)
- Voix de rêve (émission du dimanche 1er février 1997)
- Rendez-vous retardé et Le Sang-froid de Donald (émission du samedi 15 février 1997)
- Pile ou farces et Le Petit Indien (émission du samedi 1er mars 1997)
- Le Brave Petit Tailleur et L'Éléphant de Mickey (émission du samedi 26 avril 1997)
- Le Vieux Moulin et Nettoyeurs de pendules (émission du samedi 3 mai 1997)
- Rien qu'un chien et Papa Pluto (émission du samedi 14 juin 1997)
- Les Quintuplés de Pluto et Péché mignon (émission du samedi 28 juin 1997)
- Petit Toot et Lambert le lion peureux (émission du samedi 5 juillet 1997)
- À travers le miroir et Chasseurs d'élans (émission du samedi 12 juillet 1997)
- Un dessin animé avec Donald (émission du samedi 2 aout 1997)
- Un dessin animé avec Donald et Figaro et Cléo (émission du samedi 9 aout 1997)
- Mickey, Pluto et l'Autruche et Gai, gai baignons nous (émission du samedi 16 aout 1997)
- Papa Pluto et Pluto resquilleur (émission du samedi 23 aout 1997)
- Donald fait du camping et Bons Scouts (émission du samedi 30 aout 1997)